# Хван Сон Хон
Хван Сон Хон (кор. 황선홍, нар. 14 липня 1968, Єсан) — південнокорейський футболіст, що грав на позиції нападника. По завершенні ігрової кар'єри — футбольний тренер. З 2016 року очолює тренерський штаб команди ФК «Сеул».
Виступав, зокрема, за клуб «Пхохан Стілерс», а також національну збірну Південної Кореї. Один з небагатьох гравців світового футболу, що брали участь у 4 фінальних частинах чемпіонатів світу.

## Клубна кар'єра
Народився 14 липня 1968 року. Займався футболом в університетській команді університету Конкук.
1991 прийняв пропозицію перебратися до Німеччини, де спочатку протягом року грав за команду дублерів «Баєр 04», а 1992 року приєднався до складу команди Другої Бундесліги «Вупперталь». У цій команді він забив три голи у 9 іграх, після чого отримав травму коліна і вирішив повернутися на батьківщину.
1993 року став гравцем клубу «Пхохан Стілерс», в якому розкрився як один з найталановитіших нападників корейського футболу. Зокрема 1995 року встановив рекорд з восьми матчів поспіль, в яких не йшов з поля без забитого м'яча. Проте гравця переслідували травми, через які він був змушений проводити значний час поза грою. За весь 1997 рік провів лише дві гри на клубному рівні, а загалом за понад п'ять років, проведених у команді з Пхохана відіграв у чемпіонаті лише 52 гри, встигнувши 26 разів відзначитися забитими голами.
1998 року перейшов до японського клубу «Сересо Осака», в якому наступного року став найкращим бомбардиром Джей-ліги, забивши в 25 матчах змагання 24 м'ячі.
2000 року повернувся на батьківщину, уклавши контракт із «Сувон Самсунг Блювінгз», проте майже відразу знову відправився до Японії, ставши на умовах оренди гравцем клубу «Касіва Рейсол».
У 2002 приєднався до корейського «Чоннам Дрегонс», проте, так й не провівши у його складі жодної гри в лізі, вирішив завершити ігрову кар'єру.

## Виступи за збірні
1988 року, ще як гравець університетської команди, дебютував в офіційних матчах у складі національної збірної Південної Кореї. Того ж року був включений до заявки команди на Кубок Азії 1988, на якому Хван взяв участь в усіх п'яти матчах збірної і забив два голи, а його команда лише у фіналі турніру в серії пенальті поступилася збірній Саудівської Аравії.
За два роки, у 1990, брав участь у фінальній частині чемпіонату світу 1990 року в Італії, де вийшов на поле у двох з трьох ігор групового етапу, після якого його збірна припинила боротьбу на турнірі. На наступних двох мундіалях — чемпіонаті світу 1994 року у США та чемпіонаті світу 1998 року у Франції — південнокорейці також зупинялися на груповій стадії, а Хван на першому з них був ключовим нападником і повністю відіграв усі три гри, а на другому був включений до заявки збірної, проте на поле жодного разу не виходив.
2002 року 34-річного нападника було включено до заявки збірної на четверту для нього світову першість — чемпіонат світу 2002 року, одним з господарів якого була Південна Корея. На домашньому турнірі корейці несподівано дісталися півфіналу, де поступилися збірній Німеччини, а досвідчений нападник виходив на поле в усіх іграх команди за виключенням однієї гри групового етапу, хоча в жодній з них не провів на полі усі 90 хвилин зустрічі. Після мундіалю-2002 того ж року взяв участь в одній товариській грі, яка й стала для нього останньою в кар'єрі в національній збірній, що, крім згаданих великих змагань, включала участь в Кубку Азії1996 року, розіграші Золотого кубка КОНКАКАФ 2000 року, розіграші Кубка конфедерацій 2001 року, а також розіграші Золотого кубка КОНКАКАФ 2002 року .
Загалом протягом кар'єри у національній команді, яка тривала 15 років, провів у формі головної команди країни 105 матчів, забивши 52 голи.
1996 року також грав за олімпійську збірну Південної Кореї. Зіграв у 3 матчах футбольного турніру тогорічної Олімпіади в Атланті.

## Кар'єра тренера
Розпочав тренерську кар'єру відразу ж по завершенні кар'єри гравця, 2003 року, увійшовши до тренерського штабу клубу «Чоннам Дрегонс».
2007 року став головним тренером команди клубу «Пусан Ай Парк», з якою пропрацював до 2010 року. Згодом, з 2011 по 2016 рік очолював тренерських штаб команди «Пхохан Стілерс».
2016 року очолив тренерський штаб команди «Сеул».
| Дата       | Місто        | Господарі          | Результат             | Гості             | Турнір                         | Голи | Примітки |
| ---------- | ------------ | ------------------ | --------------------- | ----------------- | ------------------------------ | ---- | -------- |
| 17-6-1988  | Джакарта     | Бахрейн            | 2 – 0                 | Південна Корея    | Відбір до Кубка Азії 1988      | -    |          |
| 19-6-1988  | Джакарта     | Південна Корея     | 1 – 1                 | Південний Ємен    | Відбір до Кубка Азії 1988      | -    |          |
| 22-6-1988  | Джакарта     | Індонезія          | 0 – 4                 | Південна Корея    | Відбір до Кубка Азії 1988      | 2    |          |
| 5-12-1988  | Доха         | Південна Корея     | 2 – 0                 | Японія            | Кубок Азії 1988 - 1-й етап     | 1    |          |
| 9-12-1988  | Доха         | Катар              | 2 – 3                 | Південна Корея    | Кубок Азії 1988 - 1-й етап     | -    |          |
| 11-12-1988 | Доха         | Південна Корея     | 2 – 3                 | Іран              | Кубок Азії 1988 - 1-й етап     | 1    |          |
| 14-12-1988 | Доха         | Південна Корея     | 2 – 1                 | КНР               | Кубок Азії 1988 - півфінал     | -    | 75'      |
| 18-12-1988 | Доха         | Південна Корея     | 0 – 0 д.ч. (3-4 п.п.) | Саудівська Аравія | Кубок Азії 1988 - фінал        | -    | 58'      |
| 23-5-1989  | Сеул         | Південна Корея     | 3 – 0                 | Сінгапур          | Відбір до ЧС 1990              | 2    | 61'      |
| 27-5-1989  | Сеул         | Південна Корея     | 3 – 0                 | Малайзія          | Відбір до ЧС 1990              | 2    |          |
| 5-6-1989   | Сінгапур     | Малайзія           | 0 – 3                 | Південна Корея    | Відбір до ЧС 1990              | 1    |          |
| 10-8-1989  | Лос-Анджелес | Мексика            | 4 – 2                 | Південна Корея    | Кубок Marlboro 1989            | -    |          |
| 13-8-1989  | Лос-Анджелес | США                | 1 – 2                 | Південна Корея    | Кубок Marlboro 1989            | 1    |          |
| 16-9-1989  | Сеул         | Південна Корея     | 0 – 1                 | Єгипет            | товариський матч               | -    |          |
| 13-10-1989 | Сінгапур     | Південна Корея     | 0 – 0                 | Катар             | Відбір до ЧС 1990              | -    | 46'      |
| 16-10-1989 | Сінгапур     | Південна Корея     | 1 – 0                 | Північна Корея    | Відбір до ЧС 1990              | 1    |          |
| 20-10-1989 | Сінгапур     | КНР                | 0 – 1                 | Південна Корея    | Відбір до ЧС 1990              | -    |          |
| 25-10-1989 | Сінгапур     | Саудівська Аравія  | 0 – 2                 | Південна Корея    | Відбір до ЧС 1990              | 1    |          |
| 28-10-1989 | Сінгапур     | ОАЕ                | 1 – 1                 | Південна Корея    | Відбір до ЧС 1990              | -    |          |
| 4-2-1990   | Валлетта     | Південна Корея     | 2 – 3                 | Норвегія          | Турнір Rothmans                | 1    | 67'      |
| 15-2-1990  | Багдад       | Ірак               | 0 – 0                 | Південна Корея    | товариський матч               | -    |          |
| 18-2-1990  | Каїр         | Єгипет             | 0 – 0                 | Південна Корея    | товариський матч               | -    | 11'      |
| 12-6-1990  | Верона       | Бельгія            | 2 – 0                 | Південна Корея    | ЧС 1990 - 1-й етап             | -    |          |
| 21-6-1990  | Удіне        | Південна Корея     | 0 – 1                 | Уругвай           | ЧС 1990 - 1-й етап             | -    | 43'      |
| 27-7-1990  | Пекін        | Південна Корея     | 2 – 0                 | Японія            | Кубок Династії 1990            | 1    |          |
| 29-7-1990  | Пекін        | Південна Корея     | 1 – 0                 | Північна Корея    | Кубок Династії 1990            | -    | 1'       |
| 31-7-1990  | Пекін        | Південна Корея     | 1 – 0                 | КНР               | Кубок Династії 1990            | -    |          |
| 3-8-1990   | Пекін        | КНР                | 1 – 1 д.ч. (4-5 п.п.) | Південна Корея    | Кубок Династії 1990            | -    | 46'      |
| 6-9-1990   | Сеул         | Південна Корея     | 1 – 0                 | Австралія         | товариський матч               | -    | 59'      |
| 9-9-1990   | Пусан        | Південна Корея     | 1 – 0                 | Австралія         | товариський матч               | -    | 58'      |
| 25-9-1990  | Пекін        | Пакистан           | 0 – 7                 | Південна Корея    | Літні Азійські ігри 1990       | 3    |          |
| 1-10-1990  | Пекін        | Південна Корея     | 1 – 0                 | Кувейт            | Літні Азійські ігри 1990       | -    | 66'      |
| 3-10-1990  | Пекін        | Південна Корея     | 0 – 1                 | Іран              | Літні Азійські ігри 1990       | -    | 89'      |
| 5-10-1990  | Пекін        | Південна Корея     | 1 – 0                 | Таїланд           | Літні Азійські ігри 1990       | -    |          |
| 11-10-1990 | Пхеньян      | Північна Корея     | 2 – 1                 | Південна Корея    | товариський матч               | -    | 60'      |
| 23-10-1990 | Сеул         | Південна Корея     | 1 – 0                 | Північна Корея    | товариський матч               | 1    | 82'      |
| 24-9-1993  | Сеул         | Південна Корея     | 1 – 1                 | Австралія         | товариський матч               | -    |          |
| 26-9-1993  | Сеул         | Південна Корея     | 1 – 0                 | Австралія         | товариський матч               | -    |          |
| 16-10-1993 | Доха         | Іран               | 0 – 3                 | Південна Корея    | Відбір до ЧС 1994              | -    | 77'      |
| 19-10-1993 | Доха         | Ірак               | 2 – 2                 | Південна Корея    | Відбір до ЧС 1994              | -    | 20'      |
| 22-10-1993 | Доха         | Південна Корея     | 1 – 1                 | Саудівська Аравія | Відбір до ЧС 1994              | -    | 87'      |
| 28-10-1993 | Доха         | Південна Корея     | 3 – 0                 | Північна Корея    | Відбір до ЧС 1994              | 1    |          |
| 16-2-1994  | Чханвон      | Південна Корея     | 1 – 2                 | Румунія           | товариський матч               | -    |          |
| 26-2-1994  | Лос-Анджелес | Колумбія           | 2 – 2                 | Південна Корея    | товариський матч               | 1    | 31'      |
| 12-3-1994  | Фуллертон    | США                | 1 – 1                 | Південна Корея    | товариський матч               | -    |          |
| 3-5-1994   | Чханвон      | Південна Корея     | 2 – 1                 | Камерун           | товариський матч               | 1    | 45'      |
| 5-6-1994   | Бостон       | Еквадор            | 2 – 1                 | Південна Корея    | товариський матч               | -    |          |
| 11-6-1994  | Даллас       | Гондурас           | 0 – 3                 | Південна Корея    | товариський матч               | 1    | 45' 81'  |
| 17-6-1994  | Даллас       | Іспанія            | 2 – 2                 | Південна Корея    | ЧС 1994 - 1-й етап             | -    |          |
| 23-6-1994  | Фоксборо     | Південна Корея     | 0 – 0                 | Болівія           | ЧС 1994 - 1-й етап             | -    |          |
| 27-6-1994  | Даллас       | Німеччина          | 3 – 2                 | Південна Корея    | ЧС 1994 - 1-й етап             | 1    |          |
| 11-9-1994  | Каннин       | Південна Корея     | 1 – 0                 | Україна           | товариський матч               | -    |          |
| 13-9-1994  | Сеул         | Південна Корея     | 2 – 0                 | Україна           | товариський матч               | 1    | 77'      |
| 19-9-1994  | Сеул         | Південна Корея     | 0 – 0                 | ОАЕ               | товариський матч               | -    | 28'      |
| 1-10-1994  | Ономіті      | Південна Корея     | 11 – 0                | Непал             | Літні Азійські ігри 1994       | 8    |          |
| 5-10-1994  | Хіросіма     | Південна Корея     | 2 – 1                 | Оман              | Літні Азійські ігри 1994       | 1    | 70'      |
| 7-10-1994  | Мійосі       | Південна Корея     | 0 – 1                 | Кувейт            | Літні Азійські ігри 1994       | -    | 75'      |
| 11-10-1994 | Хіросіма     | Японія             | 2 – 3                 | Південна Корея    | Літні Азійські ігри 1994       | 2    |          |
| 13-10-1994 | Хіросіма     | Узбекистан         | 1 – 0                 | Південна Корея    | Літні Азійські ігри 1994       | -    |          |
| 10-6-1995  | Сеул         | Південна Корея     | 2 – 3                 | Замбія            | Кубок Президента 1995          | -    |          |
| 12-8-1995  | Сувон        | Південна Корея     | 2 – 3                 | Бразилія          | товариський матч               | -    | 80'      |
| 31-10-1995 | Сеул         | Південна Корея     | 1 – 1                 | Саудівська Аравія | товариський матч               | 1    |          |
| 13-3-1996  | Загреб       | Хорватія           | 3 – 0                 | Південна Корея    | товариський матч               | -    | 33'      |
| 19-3-1996  | Дубай        | ОАЕ                | 3 – 2                 | Південна Корея    | Кубок Еміратів 1996            | 1    |          |
| 23-3-1996  | Дубай        | Марокко            | 2 – 2                 | Південна Корея    | Кубок Еміратів 1996            | -    |          |
| 25-3-1996  | Дубай        | Єгипет             | 1 – 1                 | Південна Корея    | Кубок Еміратів 1996            | -    | 75'      |
| 30-4-1996  | Тель-Авів    | Ізраїль            | 4 – 5                 | Південна Корея    | товариський матч               | 2    |          |
| 23-11-1996 | Сувон        | Південна Корея     | 4 – 1                 | Колумбія          | товариський матч               | 2    |          |
| 26-11-1996 | Гуанчжоу     | КНР                | 2 – 3                 | Південна Корея    | Щорічний матч Корея-Китай      | -    |          |
| 4-12-1996  | Абу-Дабі     | ОАЕ                | 1 – 1                 | Південна Корея    | Кубок Азії 1996 - 1-й етап     | 1    |          |
| 7-12-1996  | Абу-Дабі     | Південна Корея     | 4 – 2                 | Індонезія         | Кубок Азії 1996 - 1-й етап     | 2    |          |
| 10-12-1996 | Абу-Дабі     | Кувейт             | 2 – 0                 | Південна Корея    | Кубок Азії 1996 - 1-й етап     | -    |          |
| 1-4-1998   | Сеул         | Південна Корея     | 2 – 1                 | Японія            | товариський матч               | 1    |          |
| 15-4-1998  | Братислава   | Словаччина         | 0 – 0                 | Південна Корея    | товариський матч               | -    |          |
| 18-4-1998  | Скоп'є       | Північна Македонія | 2 – 2                 | Південна Корея    | товариський матч               | -    | 70'      |
| 22-4-1998  | Белград      | Югославія          | 3 – 1                 | Південна Корея    | товариський матч               | 1    |          |
| 16-5-1998  | Сеул         | Південна Корея     | 2 – 1                 | Ямайка            | товариський матч               | -    | 79'      |
| 19-5-1998  | Сеул         | Південна Корея     | 0 – 0                 | Ямайка            | товариський матч               | -    |          |
| 27-5-1998  | Сеул         | Південна Корея     | 2 – 2                 | Чехія             | товариський матч               | 1    | 76'      |
| 4-6-1998   | Сеул         | Південна Корея     | 1 – 1                 | КНР               | Щорічний матч Корея-Китай      | -    | 14'      |
| 28-3-1999  | Сеул         | Південна Корея     | 1 – 0                 | Бразилія          | товариський матч               | -    |          |
| 5-6-1999   | Сеул         | Південна Корея     | 1 – 2                 | Бельгія           | товариський матч               | -    |          |
| 12-6-1999  | Сеул         | Південна Корея     | 3 – 1                 | Мексика           | Кубок Кореї 1999               | -    | 71'      |
| 15-6-1999  | Сеул         | Південна Корея     | 0 – 0                 | Єгипет            | Кубок Кореї 1999               | -    | 76'      |
| 19-6-1999  | Сеул         | Південна Корея     | 1 – 1                 | Хорватія          | Кубок Кореї 1999               | -    | 86'      |
| 15-2-2000  | Лос-Анджелес | Канада             | 0 – 0                 | Південна Корея    | Кубок КОНКАКАФ 2000 - 1-й етап | -    |          |
| 17-2-2000  | Лос-Анджелес | Південна Корея     | 2 – 2                 | Коста-Рика        | Кубок КОНКАКАФ 2000 - 1-й етап | -    |          |
| 25-5-2001  | Сувон        | Південна Корея     | 0 – 0                 | Камерун           | товариський матч               | -    | 46'      |
| 30-5-2001  | Тегу         | Франція            | 5 – 0                 | Південна Корея    | Кубок конфедерацій 2001        | -    | 45'      |
| 1-6-2001   | Ульсан       | Південна Корея     | 2 – 1                 | Мексика           | Кубок конфедерацій 2001        | 1    | 77'      |
| 3-6-2001   | Сувон        | Південна Корея     | 1 – 0                 | Австралія         | Кубок конфедерацій 2001        | 1    | 90'      |
| 15-8-2001  | Брно         | Чехія              | 5 – 0                 | Південна Корея    | товариський матч               | -    | 70'      |
| 13-9-2001  | Теджон       | Південна Корея     | 2 – 2                 | Нігерія           | товариський матч               | -    | 68'      |
| 9-12-2001  | Согвіпхо     | Південна Корея     | 1 – 0                 | США               | товариський матч               | -    | 68'      |
| 23-1-2002  | Пасадена     | Південна Корея     | 0 – 0                 | Куба              | Кубок КОНКАКАФ 2002 - 1-й етап | -    | 64'      |
| 20-3-2002  | Картагена    | Фінляндія          | 0 – 2                 | Південна Корея    | товариський матч               | 2    | 64'      |
| 26-3-2002  | Бохум        | Південна Корея     | 0 – 0                 | Туреччина         | товариський матч               | -    | 79'      |
| 16-5-2002  | Пусан        | Південна Корея     | 4 – 1                 | Шотландія         | товариський матч               | -    | 46'      |
| 26-5-2002  | Сувон        | Південна Корея     | 2 – 3                 | Франція           | товариський матч               | -    | 46'      |
| 4-6-2002   | Пусан        | Південна Корея     | 2 – 0                 | Польща            | ЧС 2002 - 1-й етап             | 1    | 50'      |
| 10-6-2002  | Тегу         | Південна Корея     | 1 – 1                 | США               | ЧС 2002 - 1-й етап             | -    | 56'      |
| 18-6-2002  | Теджон       | Південна Корея     | 2 – 1                 | Італія            | ЧС 2002 - 1/8 фіналу           | -    | 63'      |
| 22-6-2002  | Кванджу      | Іспанія            | 0 – 0 д.ч. (3-5 п.п.) | Південна Корея    | ЧС 2002 - чвертьфінал          | -    | 90'      |
| 25-6-2002  | Сеул         | Німеччина          | 1 – 0                 | Південна Корея    | ЧС 2002 - півфінал             | -    | 54'      |
| 20-11-2002 | Сеул         | Південна Корея     | 2 – 3                 | Бразилія          | товариський матч               | -    | 88'      |
| Усього     |              | Матчів             | 105                   |                   | Голів                          | 52   |          |

## Титули і досягнення
- Срібний призер Кубка Азії: 1988
- Бронзовий призер Азійських ігор: 1990
- Найкращий бомбардир Джей-ліги: 1999 (24 голи)